# Sara Puig Alsina
Sara Puig Alsina (Barcelona, 1968) és historiadora de l'art, actual presidenta del patronat de la Fundació Joan Miró. Llicenciada en història de l'art per la Universitat de Barcelona i màster en administració d'art (museus) per la Universitat de Nova York, Sara Puig té una llarga experiència professional vinculada a l'art i als museus.
Ha treballat al Museu d'Art Modern de Nova York (Beca del Consorci de Promoció Comercial de la Generalitat, 1994-1995). Entre 1996 i 1998 va treballar com a secretària general de la Fundació Macba. Més endavant va dirigir la Fundació Francesc Godia entre el 1998 i el 2013. Ha comissariat diverses exposicions, i el 2012 va cofundar The Feuerle Collection, a Berlín.
És patrona de la Fundació Amigos del Museo del Prado des de 2011, de la Fundació Orfeó Català - Palau de la Música i del KW Institut d'Art Contemporani de Berlín. També és membre fundador d'El Taller del Macba i dels consells internacionals de la Hispanic Society of America, la TATE Modern i del Museu Berggruen de Berlín.
Sara Puig Alsina va entrar a formar part del patronat de la Fundació Joan Miró el novembre de 2013, i de la Comissió Delegada des del novembre del 2014. Fou nomenada presidenta del patronat el març de 2019, en substitució de Jaume Freixa, president entre 2009 i 2019.
És membre de la família accionista del grup Exea que engloba empreses com Puig, Flamagas, ISDIN i Uriage.